# 2008 LC18
2008 LC18 là một thiên thể Troia của Sao Hải Vương được quan sát lần đầu tiên vào ngày 7 tháng 6 năm 2008, bởi các nhà thiên văn học người Mỹ Scott Sheppard và Chad Trujillo sử dụng kính viễn vọng Subaru tại Đài thiên văn Mauna Kea ở Hawaii, Hoa Kỳ. Đây là thiên thể đầu tiên được tìm thấy ở điểm L5 Lagrange kéo dài của Sao Hải Vương và có đường kính khoảng 100 km.

## Quỹ đạo và phân loại
Troia của Sao Hải Vương là các vật thể ngoài Sao Hải Vương cộng hưởng trong cộng hưởng quỹ đạo chuyển động trung bình 1: 1 với Sao Hải Vương. Những trojan này có trục bán chính và thời kỳ quỹ đạo rất giống với sao Hải Vương (30.10 AU; 164.8 năm). 2008 LC18 thuộc nhóm L5 kéo dài, theo sau 60 ° sau quỹ đạo của Sao Hải Vương. Nó quay quanh Mặt trời với bán trục lớn là 30.056 AU ở khoảng cách 27,7 - 32,4 AU cứ sau 164 năm và 9 tháng (60.186 ngày). Quỹ đạo của nó có độ lệch tâm 0,08 và độ nghiêng 27,4 ° so với đường hoàng đạo. Vật thể này có độ nghiêng cao thứ hai của bất kỳ Troia Hải Vương nào được biết đến sau năm 2011 HM102, có 29,3 °.

## Tìm kiếm những Troia của Sao Hải Vương
Việc tìm kiếm những Troia L5 của Sao Hải Vương đã bị cản trở bởi thực tế là khu vực không gian này hiện đang nằm dọc theo đường ngắm đến trung tâm của Dải Ngân hà, một khu vực trên bầu trời có rất nhiều ngôi sao. LC18 2008 được tìm thấy ở vị trí mà các ngôi sao nền bị che khuất bởi đám mây bụi. Việc phát hiện ra một trojan Hải Vương L5 trong khu vực tìm kiếm 19 độ vuông cho thấy có thể có 150 Troia Sao Hải Vương có đường kính lớn hơn ~ 80 km (cường độ 24), tương tự như ước tính của các vật thể như vậy trong bầy L4 của Hải Vương tinh.

## New Horizons
LC18 2008 không đủ gần để điều tra bởi tàu vũ trụ New Horizons khi nó băng qua khu vực L5 của Hải Vương tinh trên đường tới Sao Diêm Vương vào năm 2013 - 2014. 2008 LC18 ở khoảng cách là 2 AU từ Sao Diêm Vương vào năm 1997. 2018 LC18 đã vượt qua mặt phẳng hoàng đạo vào năm 2011. Tính đến năm 2016, nó sẽ ở vị trí là 33 AU từ Sao Hải Vương.

## Đặc điểm vật lý
Các nhà khám phá ước tính rằng thiên thể này có đường kính trung bình 100 km dựa trên cường độ 23,2. Dựa trên một chuyển đổi cường độ từ đường kính đến đường kính chung, nó có đường kính khoảng 98 km sử dụng cường độ tuyệt đối là 8.2 với suất phản chiếu giả định là 0,10.